# 姜桂題
姜 桂題（きょう けいだい）は、清末民初の軍人。清朝、北京政府、安徽派に属した北洋系の軍人。民国初期の長期にわたり熱河都統を務めた。字は翰卿。

## 事跡

### 清代の活動
少年時代に捻軍として清朝への反乱に参加していたが、センゲリンチン（僧格林沁）率いる鎮圧軍に帰順する。太平天国軍、捻軍との戦いで軍功をあげて、1863年（同治2年）に、管帯に昇格した。1866年（同治5年）、左宗棠に従い回民蜂起に参加、功により総兵。その後、毅軍を率いる宋慶配下に転じる。引き続き安徽、河南、山東、直隸、陝西、甘粛等省で捻軍や回族との戦いで軍功をあげ、霍伽春巴図魯勇号、並びに戴花翔兩次を受賞、広東瓊州鎮総兵、調雲南臨元鎮総兵に昇進した。
1883年（光緒9年）、毅軍の一員として旅順を守備した。しかし、1894年（光緒20年）の日清戦争では、上陸した日本軍と戦おうとせず、旅順を放棄して退却した。そのため軍職から罷免されてしまう。
1895年（光緒21年）、姜桂題は袁世凱により再起用され、新建陸軍の編制に従事した。左翼各営を統括、また全軍軍長兼任。翌年には、右翼軍長に任命されている。1899年（光緒25年）に武衛右軍が編成されると、全軍軍長、また左翼統領・歩隊左翼第一分統を兼任した。また四川重慶鎮総兵であったが、同年袁世凱が署理山東巡撫となると、姜も山東省に駐屯した。1900年（光緒26年）の義和団の乱では、姜は義和団を討伐し、西太后、光緒帝を北京に迎え入れる上で貢献した。翌1901年（光緒27年）、武衛右軍3400人を率いて直隷で治安戦に従事。帰還後、紫禁城衛戍（のち宿衛営と改称）。
1902年（光緒28年）に武衛左軍総統・宋慶が死去すると、四川提督（実際は就任せず）。また、前年4月に武衛左軍から9営（のち給料予算不足で1営離れたため8営）を抽出して再編されていた毅軍総統に任ぜられる。1905年（光緒31年）に弁理長江防務。1908年（光緒34年）9月に宋慶の後任だった馬玉昆が死去すると武衛左軍総統官を兼任し、毅軍と武衛左軍双方を統括するが、既に高齢であったため、実際の両軍の主要業務は崑源が行っていた。また、同年死去した夏辛酉の代理として江防部隊を整理。また9月13日（1910年（宣統2年）とも）に古北口提督も兼任した。1911年（宣統3年）の辛亥革命時に、京畿防衛の任を解かれ、武衛左軍と毅軍を合併して毅軍に名を戻し、陳希義を山西省大同、趙倜を河南省洛陽および陝西省潼関に展開させた。この功により、太子少保、黄馬褂を授与される。しかし、南北和議中の1912年（民国元年）1月26日および2月2日、姜は他の北洋系各将49名とともに宣統帝に退位を迫る電報に名を列ねた（北洋五十将乞共和電）。

### 熱河都統へ
1912年（民国元年）2月、崑源とともに8個営を率いて熱河省に移駐した。1913年（民国2年）8月1日、姜桂題は、崑源に代わり署熱河特別区都統に任命された。翌年、正式に同職に就任している。1915年（民国4年）の袁世凱の皇帝即位も支持し、12月に一等公に封じられた。1916年（民国5年）6月の袁死後は、姜は安徽派に属し、府院の争いでも段祺瑞を支援した。同年8月には、安徽派督軍による「十三省連合会」（いわゆる「督軍団」）に名を列ねている。
1920年（民国9年）7月の安直戦争が勃発する直前には、総統徐世昌の命により、管将軍府事務として姜桂題は張懐芝とともに直隷派との調停に奔走した。しかし、これは成功せずに終わる。ただ、この過程があったことに加えて、徐の保護も受けたため、姜は安徽派敗北後も失脚に追い込まれることなく、そのまま熱河都統に留め置かれた。1921年（民国10年）9月、姜自身の要請により熱河都統を離れ、陸軍検閲使に異動した。
1922年（民国11年）1月16日、北京で病没。享年79。後任には奉天派の汲金純、継いで直隷派の王懐慶が就任するなど熱河を巡って軍閥間の争奪戦が起こり、また毅軍内部でも財政庁長の白承頤が暗殺されるなど後継者争いが起こったが、米振標が終息させた。